# Леандро Монтера да Сілва
Леандро Монтера да Сілва (порт. Leandro Montera da Silva, нар. 12 лютого 1985, Сан-Паулу, Бразилія) — бразильський футболіст, нападник клубу «Віссел» (Кобе).

## Ігрова кар'єра
Вихованець юнацьких команд футбольних клубів «Корінтіанс» та «Насьйональ» (Сан-Паулу).
У дорослому футболі дебютував 2005 року виступами за команду клубу «Насьйональ» (Сан-Паулу), в якій дебютувати у чемпіонаті так і не вдалось.
Згодом з 2005 по 2009 рік грав у складі команд клубів «Сан-Паулу», «Омія Ардія», «Монтедіо Ямагата», «Віссел» (Кобе) та «Гамба Осака».
Своєю грою за останню команду привернув увагу представників тренерського штабу клубу «Аль-Садд», до складу якого приєднався 2009 року. Відіграв за катарську команду наступні три сезони своєї ігрової кар'єри.
Протягом 2012 років на правах орендної угоди захищав кольори команди клубу «Аль-Райян».
2012 року повернувся до клубу «Гамба Осака». Цього разу провів у складі його команди один сезон. Більшість часу, проведеного у складі «Гамби», був основним гравцем атакувальної ланки команди.
Протягом 2013—2015 років захищав кольори клубів «Аль-Садд» та «Касіва Рейсол».
До складу клубу «Віссел» (Кобе) приєднався 2015 року. У сезоні 2016, маючи в активі 19 забитих м'ячів, став найкращим бомбардиром чемпіонату Японії. Станом на 25 лютого 2017 року відіграв за команду з Кобе 44 матчі в національному чемпіонаті.

## Титули і досягнення
- Володар Кубка зірок Катару: 2010/11
- Володар Кубка наслідного принца Катару: 2012
- Переможець Ліги чемпіонів АФК: 2011
- Володар Кубка банку Суруга: 2014

Особисті
- Найкращий бомбардир Ліги чемпіонів АФК: 2009
- Найкращий бомбардир Джей-ліги: 2016